# Euphonia
Euphonia – rodzaj ptaków z podrodziny organek (Euphoniinae) w rodzinie łuszczakowatych (Fringillidae).

## Zasięg występowania
Rodzaj obejmuje gatunki występujące w Ameryce.

## Morfologia
Długość ciała 9–11 cm; masa ciała 7,9–20 g.

## Systematyka

### Etymologia
- Euphonia: gr. ευφωνια euphōnia „dobroć głosem, doskonałość brzmienia, eufonia”, od ευφωνεω euphōneō „mieć dobry głos”, od ευ eu „dobry”; φωνη phōnē „głos”[5].
- Acroleptes: gr. ακρος akros „skrajny, najwyższy”, od ακη akē „punkt”; λεπτος leptos „ładny” (por. ληπτης lēptēs „ktoś, kto akceptuje”)[6]. Gatunek typowy: Phonasca humilis Cabanis, 1861 (= Tanagra chlorotica Linnaeus, 1766).

### Podział systematyczny
Do rodzaju należą następujące gatunki:

- Euphonia saturata (Cabanis, 1861) – organka złota
- Euphonia jamaica (Linnaeus, 1766) – organka jamajska
- Euphonia godmani Brewster, 1889 – organka żółtoczelna
- Euphonia affinis (Lesson, 1842) – organka zaroślowa
- Euphonia plumbea Du Bus, 1855 – organka szara
- Euphonia chlorotica (Linnaeus, 1766) – organka purpurowogłowa
- Euphonia finschi P.L. Sclater & Salvin, 1877 – organka gujańska
- Euphonia concinna P.L. Sclater, 1855 – organka czarnoczelna
- Euphonia trinitatis Strickland, 1851 – organka żółtobrzucha
- Euphonia luteicapilla (Cabanis, 1861) – organka żółtołbista
- Euphonia chrysopasta P.L. Sclater & Salvin, 1869 – organka białolica
- Euphonia minuta Cabanis, 1849 – organka białorzytna
- Euphonia chalybea (Mikan, 1825) – organka stalowa
- Euphonia violacea (Linnaeus, 1758) – organka fioletowa
- Euphonia hirundinacea Bonaparte, 1838 – organka żółtogardła
- Euphonia laniirostris d’Orbigny, 1837 – organka grubodzioba
- Euphonia imitans (Hellmayr, 1936) – organka plamkogłowa
- Euphonia gouldi P.L. Sclater, 1857 – organka zielonkawa
- Euphonia fulvicrissa P.L. Sclater, 1857 – organka rudorzytna
- Euphonia anneae Cassin, 1865 – organka rudołbista
- Euphonia xanthogaster (Sundevall, 1834) – organka złotoczelna
- Euphonia mesochrysa Salvadori, 1873 – organka oliwkowa
- Euphonia cayennensis (J.F. Gmelin, 1789) – organka złotoboczna
- Euphonia rufiventris (Vieillot, 1819) – organka rdzawobrzucha
- Euphonia pectoralis (Latham, 1801) – organka kasztanowata